# VAPB
VAPB (англ. VAMP associated protein B and C) – білок, який кодується однойменним геном, розташованим у людей на короткому плечі 20-ї хромосоми. Довжина поліпептидного ланцюга білка становить 243 амінокислот, а молекулярна маса — 27 228.
| 10         |  | 20         |  | 30         |  | 40         |  | 50         |
| ---------- |  | ---------- |  | ---------- |  | ---------- |  | ---------- |
| MAKVEQVLSL |  | EPQHELKFRG |  | PFTDVVTTNL |  | KLGNPTDRNV |  | CFKVKTTAPR |
| RYCVRPNSGI |  | IDAGASINVS |  | VMLQPFDYDP |  | NEKSKHKFMV |  | QSMFAPTDTS |
| DMEAVWKEAK |  | PEDLMDSKLR |  | CVFELPAEND |  | KPHDVEINKI |  | ISTTASKTET |
| PIVSKSLSSS |  | LDDTEVKKVM |  | EECKRLQGEV |  | QRLREENKQF |  | KEEDGLRMRK |
| TVQSNSPISA |  | LAPTGKEEGL |  | STRLLALVVL |  | FFIVGVIIGK |  | IAL        |

A: Аланін

C: Цистеїн

D: Аспарагінова кислота

E: Глутамінова кислота

F: Фенілаланін

G: Гліцин

H: Гістидин

I: Ізолейцин

K: Лізин

L: Лейцин

M: Метіонін

N: Аспарагін

P: Пролін

Q: Глутамін

R: Аргінін

S: Серин

T: Треонін

V: Валін

W: Триптофан

Кодований геном білок за функцією належить до фосфопротеїнів. 
Задіяний у таких біологічних процесах, як взаємодія хазяїн-вірус, відповідь на порушення конформації білку, ацетилювання, альтернативний сплайсинг. 
Локалізований у мембрані, ендоплазматичному ретикулумі.